# 南洞線
南洞線（ナムドンせん）は、朝鮮民主主義人民共和国南浦特別市温泉郡の平南温泉駅と平安南道粛川郡にある南洞駅までを結んでいた鉄道路線である。廃止時期は不明であるが、2000年代と推定される。

## 概要
西朝鮮湾沿いを走る路線であり、二鴨 - 楽生間では沿岸部に作られた貯水池と海を仕切る堤防上を走行する区間もあった。国分（2007）では平南線系統の支線としか言及されておらず、路線名は北韓地域情報ネットの記載による。
2002年発行の路線図には記載があったが、2019年に明らかとなった路線図には記載がない。開通時期については不明であるが、1989年11月10日付で「最近」着工式が行われたとの報道がなされている。国分（2007）では、駅名以外の情報がほとんどないことから、比較的新しい時期に開通したのではないかと考えられている。

## 路線データ
- 路線距離：平南温泉 - 南洞間80km余り[6]
- 駅数：11（両端駅を含む）
- 軌間：1435mm
- 電化区間：なし
- 複線区間：なし

## 駅一覧
| 駅名       | 駅名       | 駅名              | 駅間キロ (km) | 累計キロ (km) | 接続路線                 | 所在地     | 所在地 |
| 日本語     | 朝鮮語     | 英語              | 駅間キロ (km) | 累計キロ (km) | 接続路線                 | 所在地     | 所在地 |
| ---------- | ---------- | ----------------- | ------------- | ------------- | ------------------------ | ---------- | ------ |
| 平南温泉駅 | 평남온천역 | P'yŏngnam Onch'ŏn | 0.0           | 0.0           | 北朝鮮鉄道省：平南線     | 南浦特別市 | 温泉郡 |
| 安石駅     | 안석역     | Ansŏk             |               |               |                          | 南浦特別市 | 温泉郡 |
| 豊井駅     | 풍정역     | P'ungjŏng         |               |               |                          | 平安南道   | 甑山郡 |
| 二鴨駅     | 이압역     | Iap               |               |               |                          | 平安南道   | 甑山郡 |
| 楽生駅     | 락생역     | Raksaeng          |               |               |                          | 平安南道   | 甑山郡 |
| 石多駅     | 석다역     | Sŏkta             |               |               |                          | 平安南道   | 甑山郡 |
| 漢川駅     | 한천역     | Hanch'ŏn          |               |               |                          | 平安南道   | 平原郡 |
| 大豊駅     | 대풍역     | Taep'ung          |               |               |                          | 平安南道   | 平原郡 |
| 塩田駅     | 염전역     | Yŏmjŏn            |               |               |                          | 平安南道   | 粛川郡 |
| 万豊駅     | 만풍역     | Manp'ung          |               |               |                          | 平安南道   | 粛川郡 |
| 南洞駅     | 남동역     | Namdong           |               |               | 北朝鮮鉄道省：安州炭鉱線 | 平安南道   | 粛川郡 |

## 参考資料
- 国分隼人（2007年）. 『将軍様の鉄道 北朝鮮鉄道事情』, 新潮社. ISBN 9784103037316